# 張興世
張興世（420年—478年），本名張世，字文德，竟陵郡竟陵縣（今湖北省潜江市西南）人。南朝宋將領，曾參與討蠻、討平劉劭及劉義宣等戰事，在宋明帝時更參與討伐尋陽政權，成功斷其糧道協助取勝，獲宋明帝增名為興世。

## 生平
張興世年少家貧，宗珍之擔任竟陵太守時興世就去做他的門客。因當時竟陵郡置軍府，興世原本獲補參軍督護，但他不去做。後來他隨王玄謨討伐蠻族，作戰勇猛，每戰都有俘獲，玄謨的部曲將領全部都比不上他，故此玄謨回建康後就向宋文帝稱述興世。
元嘉二十八年（451年），武陵王劉駿出任江州刺史，以張興世為其南中郎參軍督護。元嘉三十年（453年），太子劉劭弒父篡位，劉駿興兵討伐，興世在前鋒統帥柳元景帶領下東下建康。戰後，劉駿登位，即宋孝武帝，轉興世為員外將軍，領從隊。孝建元年（454年），荊州刺史、南郡王劉義宣及江州刺史臧質起兵反對孝武帝，興世跟隨玄謨兵出梁山抵抗自荊江二州東下的軍隊，有戰功。後轉建平王劉宏的中軍行參軍，領長刀隊。興世後又在西陽王劉子尚麾下任直衞，雖然因為跟隨子尚入臺省時丟下兵器四處游走而下獄免官，但及後還是白衣再任直衞。大明末年又當過員散騎侍郎。
宋前廢帝在位期間，興世原獲除宣威將軍、隨郡太守，但還未出發宋明帝黨眾就弒殺前廢帝，擁明帝登帝位。不過明帝的政權在當時得不到全國各鎮的支持，反而支持在尋陽的江州刺史、晉安王劉子勛。宋明帝以興世為龍驤將軍，讓他率領水軍在赭圻（今安徽省繁昌县西）抗擊支持劉子勛的軍隊。當時敵軍在湖口修築了兩座城作防守，敵將陳慶亦領舸隊在前方為游軍。興世就帶領佼長生及董凱之攻克了這兩座城，並大敗陳慶。建康軍在泰始二年（466年）四月攻破赭圻城，並與退守鵲尾濃湖的敵軍對峙到七月。興世見戰事僵持，遂建議派出數千兵偷偷潛渡到敵軍上游，並據險自守，阻截鵲尾（今安徽省繁昌县东北长江中）敵軍與其後方的聯繫，以圖令敵軍首尾兼顧，進退失據，亦妨礙其運送糧食補給。統領前鋒的沈攸之與將領吳喜都同意興世的計劃，其時總統諸軍的建安王劉休仁欲派興世支援正在攻壽陽的劉勔，但沈攸之對興世的計劃充滿信心，把興世留下，改派段佛榮出援。
興世原本想直取大雷，但當時兵力不足，根本沒法分兵支持他，一直等到其他方面的戰事陸續取勝，各軍加入後才得分配七千兵。興世故意派出小舸逆流而上，接著又折返，如此不斷做了一兩日，以麻木敵軍，時敵將劉胡聽聞興世的計劃也輕視他，笑說：「我尚且不敢繞過他們直取揚州，張興世算是甚麼，居然想輕兵佔據我上游！」興世就選定了險要而有地利的錢谿（今安徽省贵池县东）作為據點，一晚乘夜夜至鵲頭，繼續故弄玄虛折返，至四更時份就乘風舉帆直進，當時敵將胡靈秀在長江東岸緊跟興世，興世翌晚在景江浦度宿時靈秀亦停住。不過，興世就在這一晩命黃道標帶著七十舸直取錢谿，並建立城寨防守，明天早上興世率領其餘部隊進至錢谿。一晚過後，劉胡一大早就親率水陸共二十六軍來襲，眾將士打算迎擊，但興世以曹劌於一鼓作氣的故事阻止他們，下令不得妄動，專心修治城寨。劉胡所派的王起水軍漸漸逼近，其船隻也進入了錢谿附近江面的漩渦中，興世就命壽寂之、任農夫等率領數百壯士進攻，其餘眾軍也跟在後面，成功大敗劉胡軍，斬殺數百人之餘亦有很多敵兵墮水而亡，劉胡亦只得帶著餘下的船隻退兵。劉休仁怕興世營壘未立而遭敵軍合力強攻，於是下令沈攸之等人主動進攻濃湖，意圖削弱其進攻錢谿的兵力。經過連日攻戰，攸之等斬獲數以千計，亦逼使袁顗召回再攻錢谿的劉胡，興世亦得以獲得時間將營寨修建好。興世在錢谿立營阻斷了對方糧道，運往濃湖前線的糧食到南陵就不敢再前進了，故令前線陷入缺糧危機。劉胡為解危機，派了沈仲玉領兵到南陵領取軍需品，但走到貴口後仍不敢前進，派人請劉胡再派重兵迎接，但興世就乘此與壽寂之、任農夫、李安民等三千人進攻，盡獲其軍需品。此戰瓦解劉胡軍心，劉胡及袁顗相繼出逃，興世亦與諸軍追擊，並與吳喜攻下江陵。戰後，興世獲授左軍將軍，不久轉督豫司二州南豫州之梁郡諸軍事，封作塘縣侯，食邑千戶。
後興世轉游擊將軍，後曾假輔國將軍，加節置佐參與北伐，無功而返。泰始四年（468年），轉任太子右衞率，加領驍騎將軍。泰始五年（469年）轉任左衞將軍；翌年（470年）又因中領軍劉勔外鎮廣陵而權兼領軍。泰豫元年（472年），授持節督雍梁南北秦郢州之竟陵隨二郡諸軍事、冠軍將軍、雍州刺史，不久又加寧蠻校尉。
元徽二年（474年），桂陽王劉休範起兵反叛，興世遣軍勤王，但未出發亂事就遭平定，獲進號征虜將軍。元徽三年（475年）受徵入朝當通直散騎常侍、左衞將軍。當時興世手持從雍州拿回來的現金資產三千萬錢，但遭宋後廢帝帶著人來劫奪了，興世遂在憂懼中得病，於元徽五年（477年）以病轉任光祿大夫，仍兼常侍。昇明二年（478年）去世，享年五十九歲。

## 子女
- 張欣業
- 張欣華
- 張欣泰，南齊官至雍州刺史，參與蕭衍起兵反抗東昏侯蕭寶卷，失敗被殺。
- 張欣時，曾任始安內史。

## 延伸阅读
[在维基数据编辑]
 《宋書·卷50》，出自沈约《宋书》
 《南史/卷25》，出自李延壽《南史》